# Ami Pro
Ami Pro es un programa de procesamiento de texto de Lotus que corre bajo Microsoft Windows y que incluye características de publicación de escritorio (autoedición).
Fueron unos de los procesadores de texto más comunes y utilizados.
Permite la creación de diagramas y gráficos con calidad de presentación. Fue uno de los primeros procesadores de texto con todas las facilidades para Windows; fue originalmente desarrollado por Samna Corporation.